# فرناندو داميكو
فرناندو داميكو (بالإسبانية: Fernando D'Amico؛ بالإيطالية: Fernando D'Amico) هو مدرب كرة قدم ولاعب كرة قدم إيطالي وأرجنتيني في مركز الوسط، ولد في 10 فبراير 1975 في بوينس آيرس في الأرجنتين. لعب مع كيلمس ونادي إكستريمادورا ونادي بطليوس ونادي بونتيفيدرا ونادي لومان ونادي ليل وهوراكان.

## وصلات خارجية
- الموقع الرسمي
- فرناندو داميكو على موقع قاعدة بيانات كرة القدم.إي يو (الإنجليزية)